# Canterbury-hjelmen
Canterbury-hjelmen er en hjelm fra jernalderen, der blev fundet på en mark nær Canterbury, Kent, England, i december 2012. Den er fremstillet af bronze og er en af de få jernalderhjelme, der er blevet fundet i Storbritannien. Hjelmen befinder sig i øjeblikket på British Museum i London, hvor den bliver konserveres. Den blev fundet af en anonym detektorfører, der fandt den sammen med en broche i jern og en nål, og det antages at den har indeholdt en pose med kremeret menneske.